# Christian Navarro
Christian Navarro (*  21. August 1991 in New York City, New York) ist ein US-amerikanischer Schauspieler puerto-ricanischer Abstammung.

## Leben und Karriere
Christian Navarro wurde in der Bronx, einem Stadtteil New Yorks geboren, wo er auch aufwuchs. Er ist seit 2005 als Schauspieler aktiv. Nach Gastauftritten in Fernsehserien wie Criminal Intent, Blue Bloods, The Affair oder Rosewood, übernahm er 2016 in der kurzlebigen Serie Vinyl die wiederkehrende Rolle des Jorge. 
2009 spielte er eine Nebenrolle im Film Run It. 2017 war er an der Seite von Dave Bautista in Bushwick zu sehen. Im selben Jahr übernahm er als Tony Padilla eine der Hauptrollen in der von der Kritik gelobten Netflix-Serie Tote Mädchen lügen nicht. 

## Filmografie
- 2005: Day of the Dead: Contagium
- 2007: Criminal Intent – Verbrechen im Visier (Criminal Intent, Fernsehserie, Episode 7x10)
- 2009: Run It
- 2013: Blue Bloods – Crime Scene New York (Blue Bloods, Fernsehserie, Episode 4x03)
- 2014: Taxi Brooklyn (Fernsehserie, Episode 1x09)
- 2014: The Affair (Fernsehserie, Episode 1x08)
- 2015: Rosewood (Fernsehserie, Episode 1x01)
- 2016: Vinyl (Fernsehserie, 4 Episoden)
- 2017: Bushwick
- 2017: The Tick (Fernsehserie, Episode 1x01)
- 2017–2020: Tote Mädchen lügen nicht (13 Reasons Why, Fernsehserie, 49 Episoden)
- 2018: Can You Ever Forgive Me?
- 2022: Law & Order (Fernsehserie, Episode 23x11)
- 2022: The Devil’s Light (Prey for the Devil)